# Bureau du Cabinet (Japon)
Pour les articles homonymes, voir Bureau du Cabinet.
Le bureau du Cabinet (内閣府, Naikaku-fu) est une agence du gouvernement du Japon. 
Il est responsable de la gestion des affaires courantes. Le bureau du Cabinet est officiellement dirigé par le Premier ministre, qui est secondé par trois vice-Premiers ministres (fuku-Daijin) et trois secrétaires parlementaires (daijin seimukan).